# Al-Sawda
Al-Sawda és una ciutat del Iemen a la governació de Marib, que ocupa el lloc de l'antiga Naixan. (Nashshan). És un jaciment arqueològic molt important. El 1988 la MAFRAY va posar a la llum un temple extra-muros.
A al-Sawda es va trobar un dels anomenats Banat ‘Ad ("Les Filles de ‘Ad") amb pilars decorats en incisió i baixos relleus, amb inspiració mesopotàmica, que també existeixen a Ma'in, Kharibat Hamdan, Kamna i al-Baidha, datats a l'inici del primer mil·lenni aC

## Història
Naixan fou una ciutat estat de l'Aràbia del sud, a la plana del Djawf Ibn Nasir, a uns 25 km a l'oest de Ma'in, i a menys de 10 km a l'oest de Kaminahu. Existia ja al segle viii, al final del qual es va enfrontar a la veïna Kaminahu, i Naixan va fer aliança amb els sabeus. El rei de Naixan, era Labuan Yada (fill de Yada‘’b) conegut per diverses inscripcions, empra diverses fórmules amistoses o de fraternitat en relació al deu sabeu Almaqah, al rei Karib-il (seria Karib-il Watar fill de Dhamar Ali Darih, que regnava al final del segle VIII aC) i a Sabà i que les fonts assíries esmenten com Karib-ilu rei de Sabà. Les relacions llavors eren bones. A Labuan Yada el va succeir el seu fill Sumhuyafa Yasiran que va mantenir les bones relacions amb Sabà on encara regnava Karib-il Watar. Llavors Nashshan (al-Sawda) era el regne principal del Djawf, degut del regne d'Haram (Kharibat Hamdan), Kaminahu (Kamna), Inabba i finalment Ma'in, que apareix al segle VII aC.
El rei Ilimanbat Amar (Sumhuyafa Yasiran) fill de Labuan o Laban, vers el 700 aC, es creu que va voler unir les ciutats estats del Djawf tal com suggereixen les imatges al temple, consagrat al deu Aranyada, de les deïtat de les cinc ciutats estats: Naixan, Kaminahu, Qarna (Ma'in), Haram i Inabba, i de la divinitat de Sabà, que estava aliada a Naixan. Aquesta pretensió, efectiva o no, va provocar tensions amb Sabà sota el regnat de Karib-il Watar, fill de Dhamar Ali i successor de Yathi-amar, que aspirava a controlar tota Aràbia del sud bé per aliances o per conquestes militars. El Djawf estava a la ruta de caravanes que unia Marib amb Nadjran i, per tant, controlava el comerç de les plantes aromàtiques. Per controlar aquest comerç Sabà havia d'exercir el control del Djawf; se sap que es van construir fortaleses a la zona del uadi Raghwan (Kutal, moderna Kharibat Saud) i Ararat (la moderna al-Asahil) i van agafar el control de Baraqish i el seu entorn com testimonien algunes inscripcions. Sabà hauria reforçat o forjat aliances amb Hadramaut, Qataban, Haram (Kharibat Hamdân), i Kaminahu (Kamna) a l'inici del segle VII aC i després hauria anat a la conquesta dels altres estats del Djawf com Naixan, al sud, com Awsan, o al nord com Muhamir (una tribu de la regió de Nadjran).
La ciutat de Nashq (moderna al-Baydha), que depenia de Nashshan, fou ocupada per Karib-il Watar i s'hi va establir una comunitat sabea. Només la capital mateix de Nashshan, hauria escapat a la conquesta sabea tot i que fou objecte d'almenys dues expedicions militars de l'exèrcit de Karib-il Watar que van suposar el saqueig de la ciutat i del palau reial (Yfr') que fou destruït. Nashq i Manhiyat (moderna Hizmat Abi Thawr), dependents de Naixan, foren concedides una a Kaminahu i l'altra al regne d'Haram, que havien donat suport a Sabà. El rei Sumhuyafa Yasiran hauria estat mantingut al poder com a vassall. Això fou l'inici de la desaparició de les ciutats estats en favor dels grans regnes que en van resultar, els mineus i sabeus. Amb Karib-il Watar, l'objectiu hegemònic de Sabà estava aconseguit
Un text de la meitat del segle encara parla d'operacions militars sabees al Djawf però contra Baraqish i Ma'in i al nord contra les tribus Muhamir i Amir. En cada territori conquerit o bé on imposaven l'hegemonia, els sabeus construïen un temple dedicat a Almaqah, la deïtat nacional i altres deïtats sabees eren invocades tanmateix segons inscripcions descobertes a Naixan i altres regnes.
Nashshan, hauria recuperat la seva independència al segle vi i al V aC, igual que Kaminahu, segons demostren inscripcions deixades pels seus sobirans. Els texts trobats a al-Sawda (dels segles V i IV aC) proven no obstant les bones relacions dels sabeus amb Naixan i amb Ma'in, ara la potència hegemònica al Djawf en lloc de Naixan. A partir del segle IV aC apareixen a Naixan i a Kaminahu inscripcions dels reis de Ma'in i a Haram si bé no apareixen esmentats els reis mineus, les inscripcions estan redactades en madhabià, llengua utilitzada al regne de Ma'in. Cal pensar doncs que al final del segle V aC Naixan fou annexionada per un veí que seria Ma'in més que no pas Sabà. No obstant vers la segona meitat del segle iv i la primera del III aC Sabà sembla recuperar una mica la seva antiga influència. En algun moment el regne reapareix com independent vers el segle iii i II aC.
Tribus àrabs que venien del nord van penetrar al segle ii aC i progressivament van anar controlant el comerç. Apareixen deïtats àrabs com Halfan i Dhu-Samawi, i es donen canvis polítics com la substitució del rei per un consell i una assemblea tribal; també canvia la llengua i el madhabià (la llengua minea) deixa el lloc a una llengua barreja de sabeu i àrab. La situació devia ser similar a Ma'in, Haram i Kaminahu. Vers el 26 aC l'exèrcit romà arriba al Djawf, saqueja les ciutats que queden molt tocades; el regne de Ma'in, sense els sistemes de reg que ja no funcionen per la manca de manteniment causat per l'afebliment del poder, i desaparegudes les rutes caravaneres en profit de la ruta marítima, s'enfonsa; es produeix l'abandonament de les ciutats de la plana o la seva substitució per sabeus o himyarites. Al començament de l'època cristiana el comerç havia desaparegut controlat pels nabateus. La ciutat de Naixan fou de les poques va subsistir a aquest enfonsament de les ciutats minees del Djawf Ibn Nasir al final del segle I aC o inicis del segle i, i va passar a formar part del regne de Sabà i Dhu-Raydan (Himyar), prosperant als segles ii i iii. Entre el segle iv i el V dC la ciutat fou abandonada per causes desconegues.
Les inscripcions han permès conèixer alguns sobirans: Nawasami, Amiyatha Sadiq, Abamar Sadiq, Laban Yada, Sumhuyafa Yasran ibn Laban (Ilimanbat Amar), Yadiab Amir.